# Portul Cartagena
Lat. 100 25’ S, Long 0750 32’ W , pescaj maxim = 11.58m.
Situat pe coastele Caraibelor în golful Cartagena, portul Cartagena este cel mai mare și mai sigur port pe coasta de N a Columbiei. Golful este lung de 9 Mm si lat de 4 Mm la SE de Isla Tierra Bomba. În partea de E se gaseste terminalul petrolier Mamonal (100 19’ 2 S, 0750 30’ 5 W) si la 1.5 Mm de Ecopetrolla.
Trafic anual aproximativ 10.5 mil tone de marfa si 400000 TEU.
Linia de incarcare pentru zona tropice.
Caracteristici maxime: pentru nave lungime 280 m si pescaj 13.72m
Informatii inainte de sosire
ETA navele trebuie sa transmita ETA cu 72, 48, 24 si 12 ore înainte de sosire in port, catre agentul navei.
Comunicatii este recomandat sa se trimita toate mesajele direct agentului navei prin telex sau fax.
VHF pe canalul 11 sau 16 pentru pilotaj si 01 pentru Autoritatile Portuare.
Navigatia
Canal de intrare directiile pentru Cartagena sunt urmatoarele: de la baliza pentru canal navigabil, drumul duce printre balizele luminoase 1 si 2, 3 si 4, la 0.5 Mm si 0.25 Mm WSW, respective S de punctual Isla Tierra Bomba.
Pilotajul este obligatoriu. Pozitia în care pilot vine la bord este 100 19’05 S , 0750 36’ 10 W. Exista 2 pilotine c eating viteze de 6 Nd. Mesajele de la pilot se receptioneaza prin VHF pe canalele 11 si 16. Serviciul este disponibil 24 de ore.
Ancoraj pe vreme rea sau alte motive se face la 0.5 Mm SW de baliza 1. Pentru navele ce asteapta sa intre in dana, ancorajul se face la S de Punta Castillo Grande.
Remorcaj exista nenumarate companii private de remorcaj.
Densitatea apei: 1025.
Maree are inaltimea 0.5 m
Dane si marfa
Caracteristicile maxime ale navelor care acosteaza este: lungime 600 ft, latime 79 ft, iar pescajul 30 ft. Pentru tancuri aceste caracteristici sunt: lungime 850 ft, latime 110 ft, iar pescajul 38 ft. 
Portul are 2 cheuri: dana 1 in exterior are o lungime de 202.6 m si adancime de 31 ft, iar in interior are o lungime de 187.76 m si o adancime de 30 ft. Dana 2 in exterior are o lungime de 184.76 m si o adancime de 28 ft, iar in interior are o lungime de 184.76 m si adancime de 28 ft.
Apa dulce este disponibila la toate danele.